# Wolseley 12/32
La 12/32 è un'autovettura di classe media prodotta dalla Wolseley dal 1928 al 1930.
La vettura aveva installato un motore in linea a quattro cilindri e valvole in testa, da 1.532 cm³ di cilindrata. Il telaio pesava 762 kg.
La 12/32 raggiungeva una velocità massima di 88 km/h ed era offerta con due tipi di carrozzeria, torpedo quattro posti e berlina quattro porte.